# Trasporto pubblico di Minsk

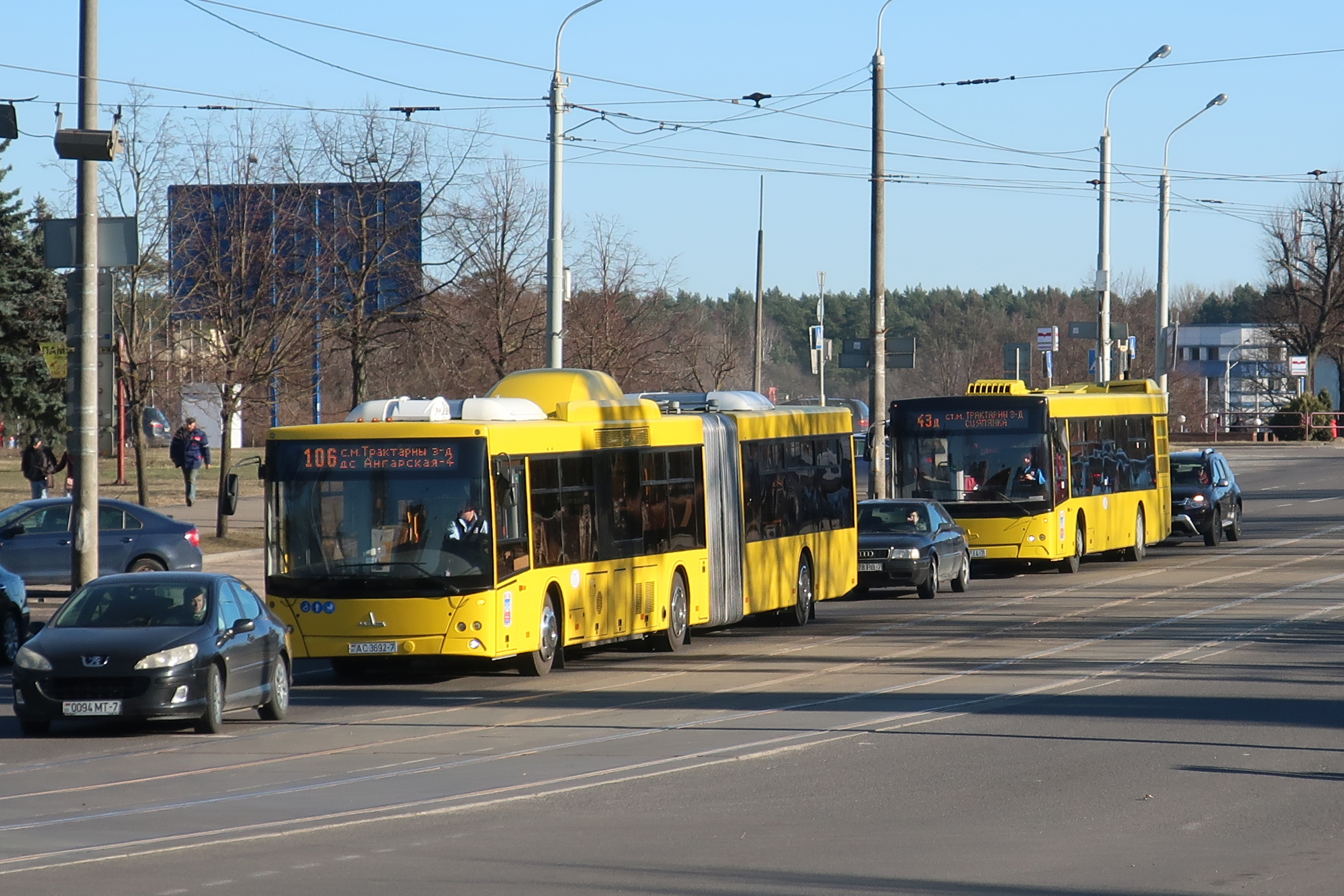
Gli autobus MAZ-215 e MAZ-203 sulle strade di Minsk

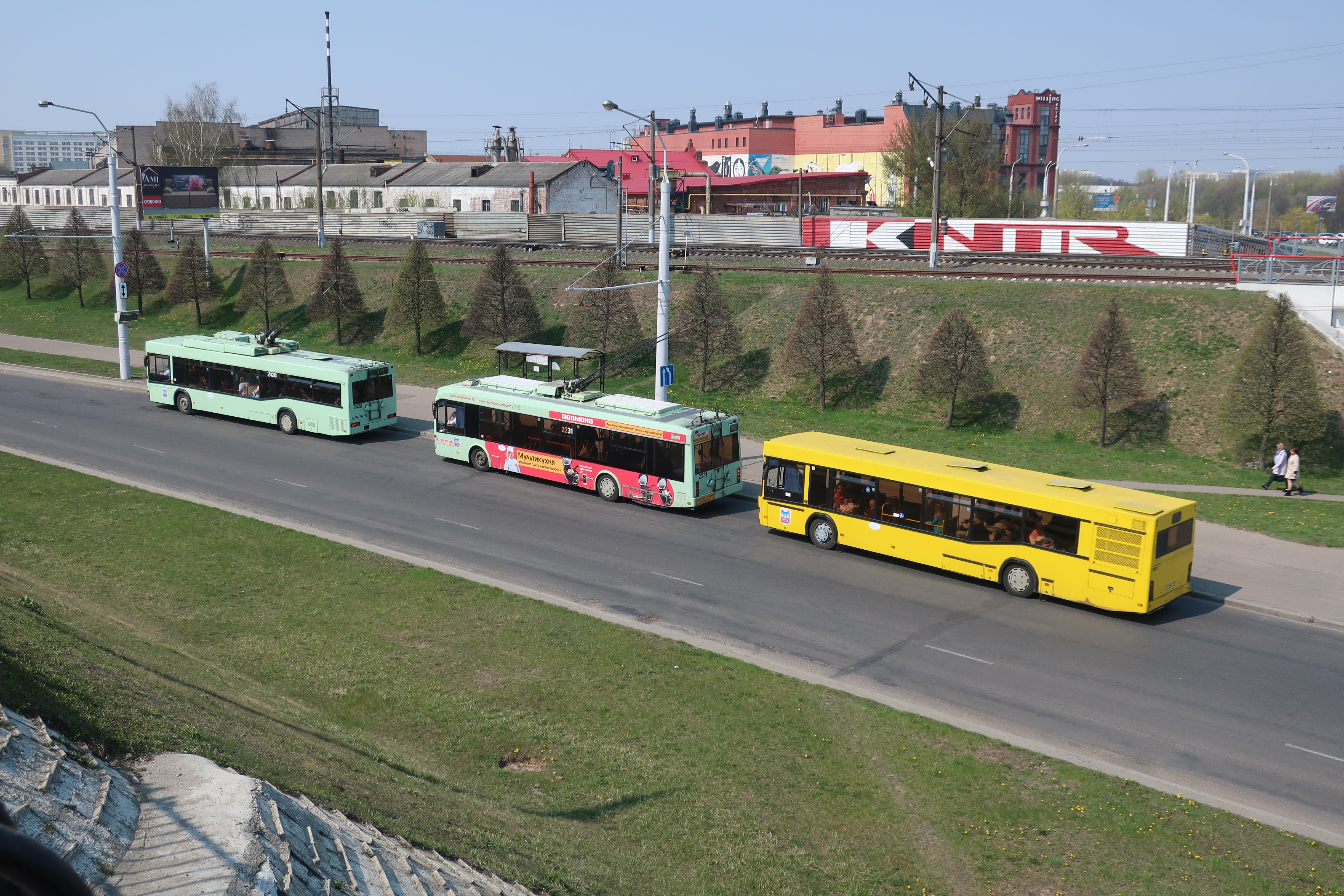
2 filobus e un autobus alla fermata.

il Trasporto pubblico di Minsk è il sistema di trasporto pubblico di passeggeri (autobus, filobus, tram, metro, taxi, treno urbano) in funzione a Minsk.

## Storia
- La prima tratta di trasporto passeggeri iniziò nel XIX secolo, quando gli onnibus iniziarono a correre lungo le strade della città.
- Il 10 maggio 1892 fu aperto un tram a Minsk. Durò fino al marzo 1928.
- Il 23 ottobre 1924, il traffico di autobus fu aperto in città.
- Il 13 ottobre 1929, un servizio di tram fu aperto a Minsk.
- Il 19 settembre 1952 fu messa in funzione la prima fase della linea di filobus.
- Il 30 giugno 1984 ebbe luogo l'apertura della metropolitana di Minsk.
- Dal 2011, Le Linee della Città di Minsk - una rete di treni elettrici ad alta velocità è operativa.
- Dal 2012 sono state installate schede elettroniche in alcune fermate che tracciano la posizione del trasporto pubblico e indicano l'ora prevista del suo arrivo.
- Dal 2014, i conduttori e i compositori meccanici sono stati sostituiti da compositori e validatori elettronici.
- Dal 2017, gli autobus elettrici hanno iniziato ad apparire su alcune linee di filobus (in seguito, principalmente autobus).

## Sistema di trasporto pubblico urbano

Schema animata di costruzione della metropolitana di Minsk

Nel 2018 oltre 770 milioni di passeggeri hanno utilizzato i mezzi pubblici. Autobus trasportati 39.3 % di passeggeri, metro - 36.7 %, filobus - 20.1 %, in tram - 3.9 %. Il treno elettrico urbano fornisce meno di 1 % del traffico passeggeri: nei primi nove mesi del 2013 ha trasportato circa 1,45 milioni di passeggeri.

### Metro
La metropolitana di Minsk è composta da tre linee da cui 2 operano ed 1 inizia ad operare nell`agosto 2020. La metropolitana di Minsk gestita dalla società Minskij Metropoliten. Fino all`agosto 2020 la metropolitana di Minsk aveva una lunghezza totale di 37,3 km e 29 stazioni in operazione. Di queste, 15 stazioni sono situate sulla prima linea (Moskovskaja), 14 sulla seconda (Avtozavodskaja) e 4 pronti per l`apertura sulla terza (Zelenolugskaja). I passeggeri sono serviti da 337 vagoni della metropolitana e due depositi - Mogilevskoe e Moskovskoe. Il volume di traffico giornaliero medio è di circa 918.000. persona / giorno (I trimestre 2013). Le stazioni più trafficate sono Piazza Lenin (86.000 persone al giorno), Piazza Jakub Kolas (66.000) e Kamennaja Gorka (63.000).
L'intervallo di traffico nelle ore di punta è di 2 minuti sulla linea Moskovskaja e di 2:15 minuti sulla linea Avtozavodskaja. Il primo treno parte dalle stazioni terminali alle 5:35, l'ultimo alle 1:02.

### Autobus

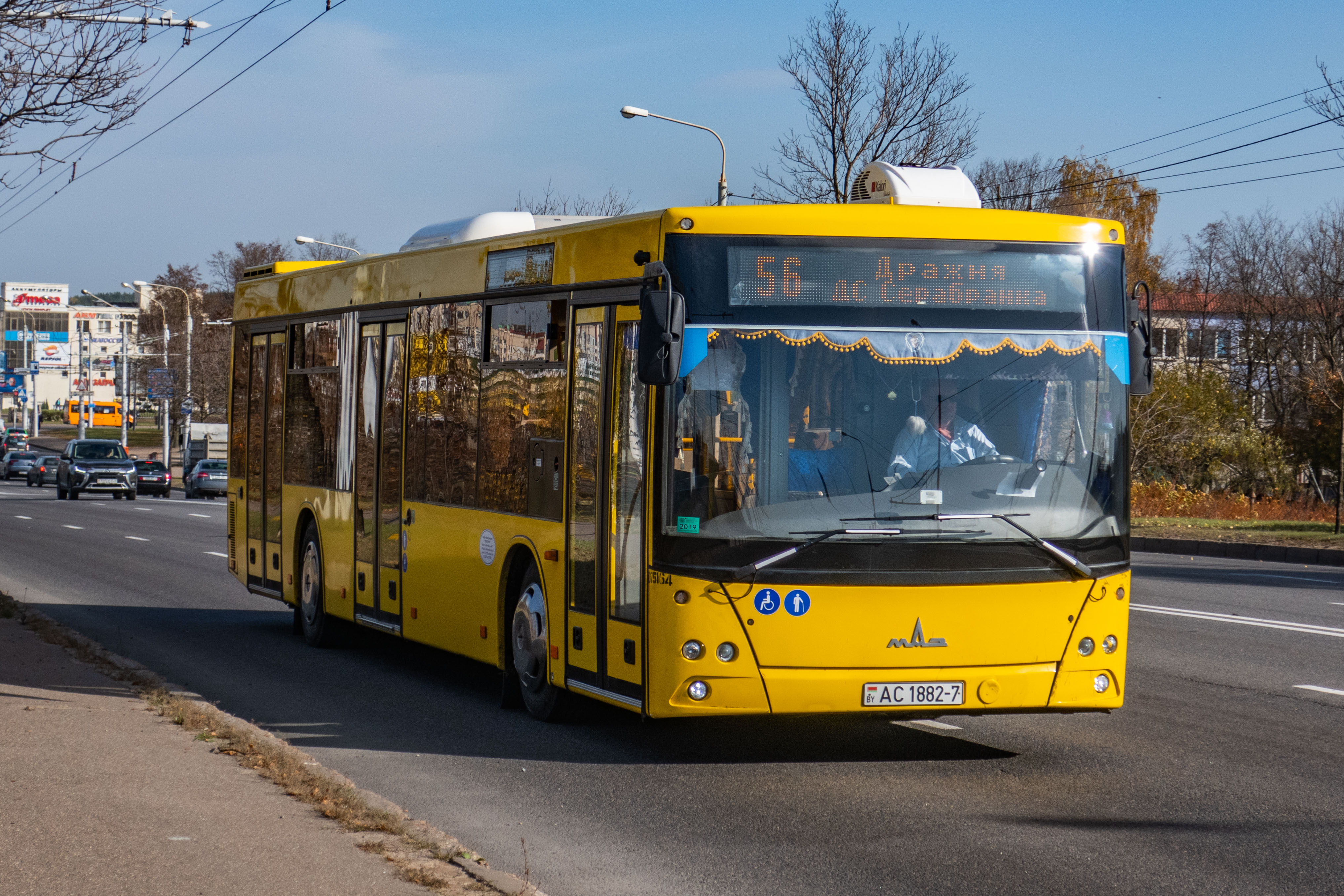
MAZ-203 - il modello più popolare

Almeno 211 linee di autobus di Minsk sono servite da cinque depositi di Minsktrans, che hanno a disposizione più di 1550 autobus. I modelli principali - MAZ-203, MAZ-215, MAZ-107, MAZ-103 e MAZ-105. Ci sono anche pochi autobus MAZ-206 e Neman-52012. Il grande rinnovamento della flotta negli ultimi anni ha consentito all'amministrazione cittadina di rimuovere dalle linee nel 2007 gli ultimi autobus obsoleti: Ikarus-260, Ikarus-280, LAZ-695, LiAZ-5256 e LiAZ-677. Nel periodo 2005-2007 sono stati acquistati 826 nuovi autobus, nel 2008 - 200 autobus e nel 2009 - 124 autobus. Dal 2005 gli autobus MAZ-103 e MAZ-105 sono stati acquistati con motori Mercedes e cambio automatico. Dal 2013 sono stati acquistati autobus MAZ-215 (soprattutto nella versione a cinque porte), invece di MAZ-105. Nel periodo degli anni 2019-2020 Minsktrans ha acquistato 70 nuovi autosnodati MAZ-215.069.

### Filobus

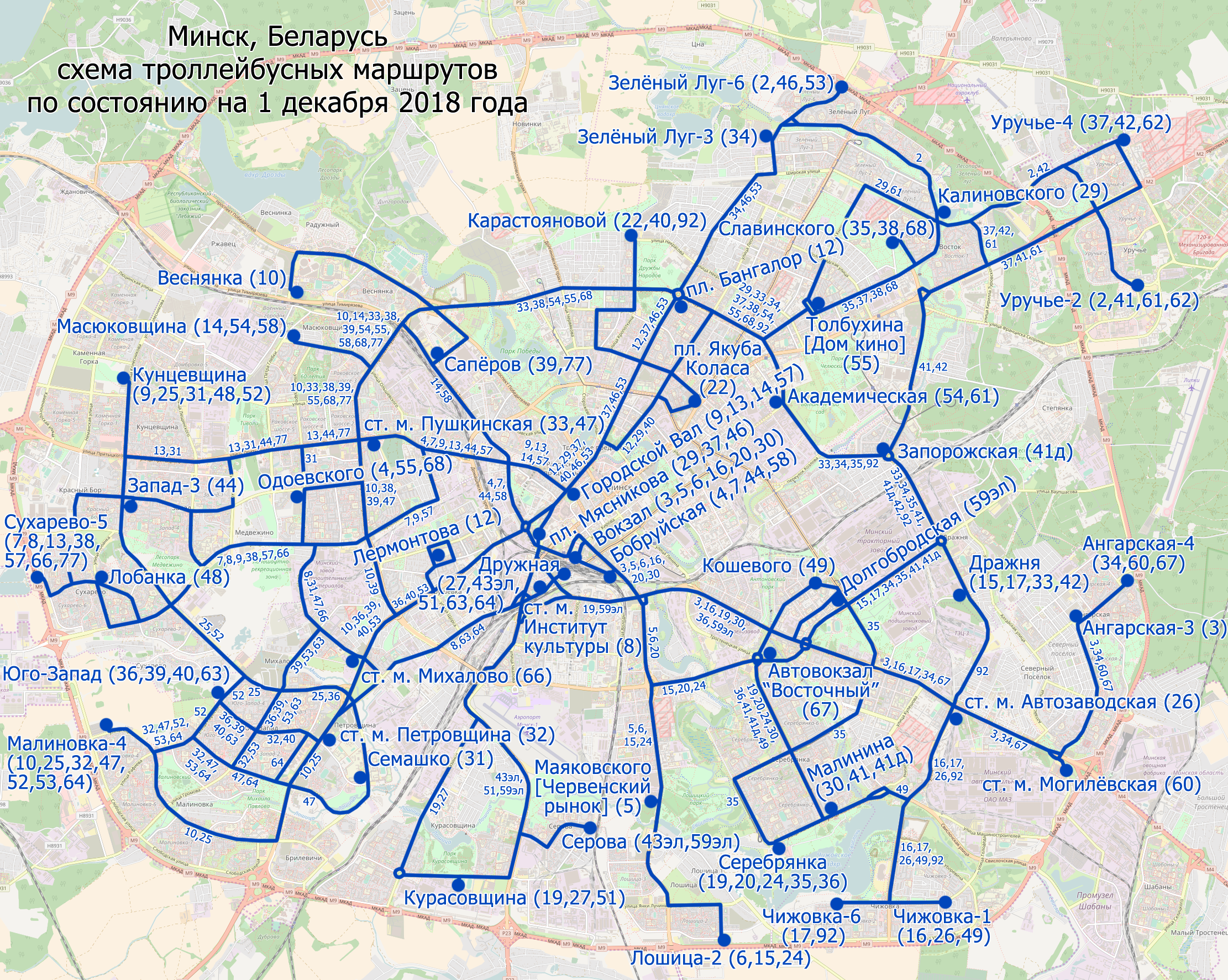
Schema delle linee del filobus

I primi filobus apparvero per le strade di Minsk il 13 ottobre 1952. A partire dal 2011, ci sono 65 rotte in città (su 67 esistenti), ci sono quattro parchi, uno in costruzione. La flotta comprende filobus manufatti da Belkommunmaš e MAZ. A partire dal 2020, la flotta di filobus di Minsk comprende 788 veicoli (questo è il primo indicatore al mondo). Dalla metà degli anni 2000, a Minsk è stato realizzato un progetto su larga scala per rinnovare il materiale rotabile del trasporto pubblico, nel suo quadro nel 2004-2007 sono stati acquistati 435 nuovi filobus. L'acquisto di altre 401 unità di filobus nel periodo 2008-2009 ha permesso di smantellare completamente i vecchi filobus della famiglia ZiU. Dal 2010 sono stati cancellati i filobus obsoleti dei modelli AKCM-101, AKCM-201, AKCM-203T, AKCM-221, AKCM-213 e MAZ-103T prodotto da Belkommunmaš e MAZ.
Nel tempo presente i modelli più popolari sono BKM-321, BKM-333 di Belkommunmaš. Nel 2020 Minsktrans ha acquistato 70 nuovissimi filobus MAZ-203T70 dotati di percorso autonomo a batteria fino a 20 km.

### Tram

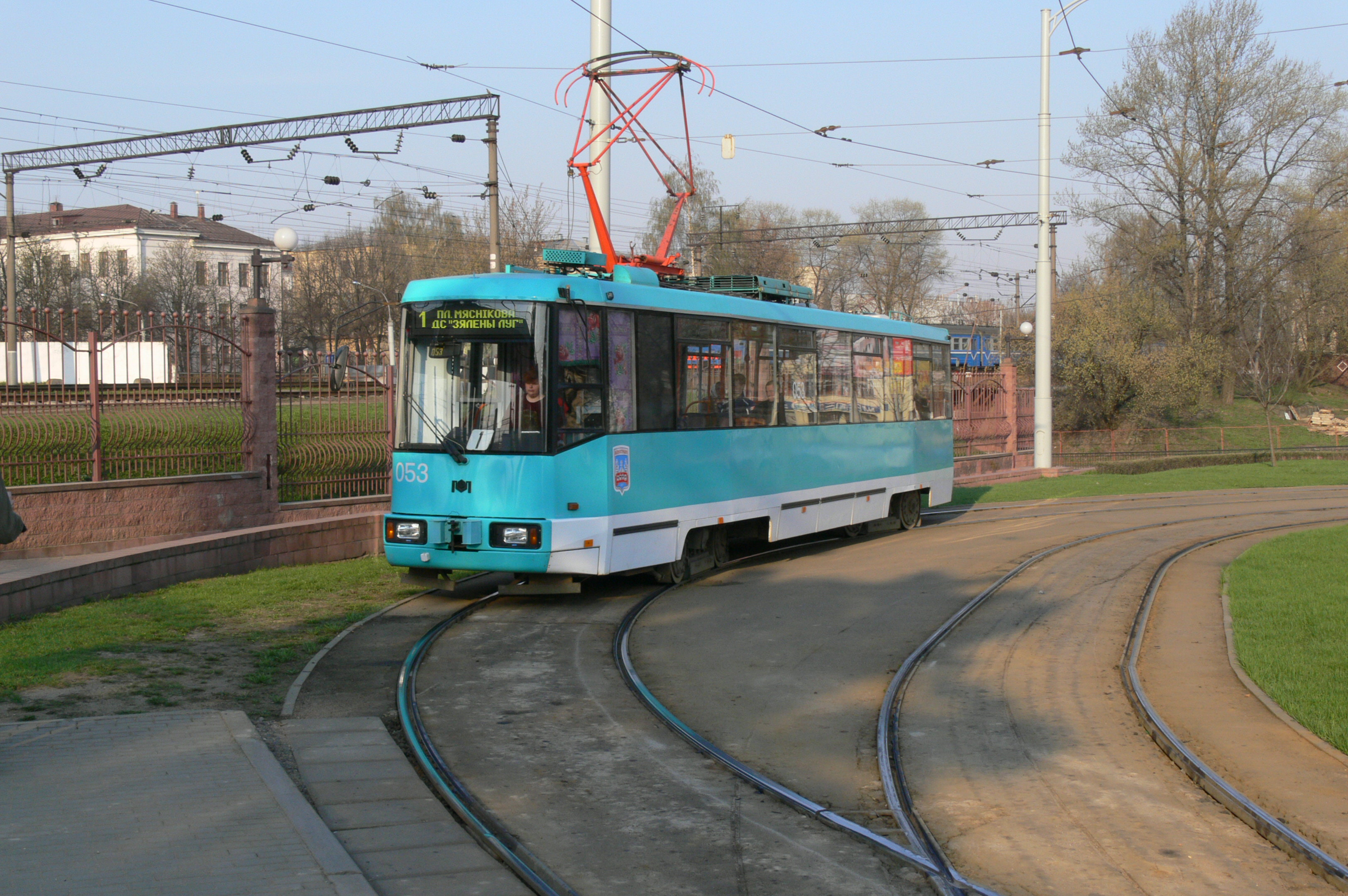
Tram AKCM-60102

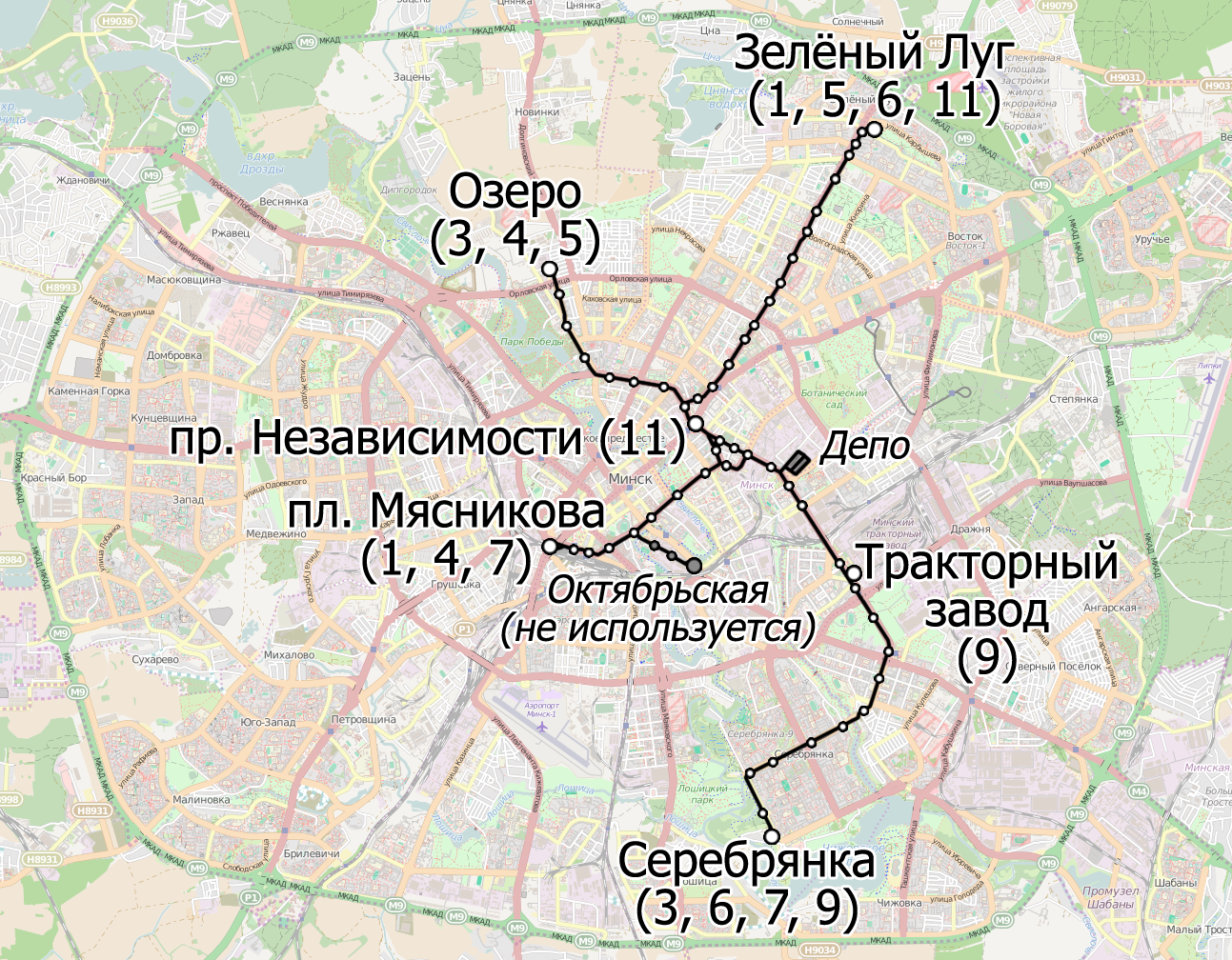
Linee del tram sulla mappa della città

Il primo servizio di tram fu aperto a Minsk il 13 ottobre 1929. Ci sono 8 linee di tram. A partire dal 2011, la lunghezza totale della catenaria è di 62,8 km ed è servita da 145 macchine lineari. Dopo che la Bielorussia ottenne l'indipendenza, la parte principale della flotta di tram era composta da veicoli RVZ-6 e Tatra T6B5. Negli anni 2000, la città iniziò ad acquistare nuovi tram AKCM-60102 prodotti dallo stabilimento di Belkommunmaš. Inoltre, nel 2002, la città tedesca di Karlsruhe ha donato 10 tram GT8D a Minsk, in servizio fino al 2009: uno di questi è stato conservato come museo. Nel periodo 2006-2008 sono stati acquistati 88 tram AKCM-60102. Questi acquisti hanno permesso di cancellare nel 2008 l'ultimo tram RVZ-6M2 e la loro versione modernizzata RVZ-DEMZ. Nel periodo 2009-2010, oltre alle consegne di tram AKCM-60102 (13 tram), la flotta di tram ha ricevuto due moderni tram AKCM-843 a tre sezioni prodotti da Belkommunmaš.

### Bus elettrico

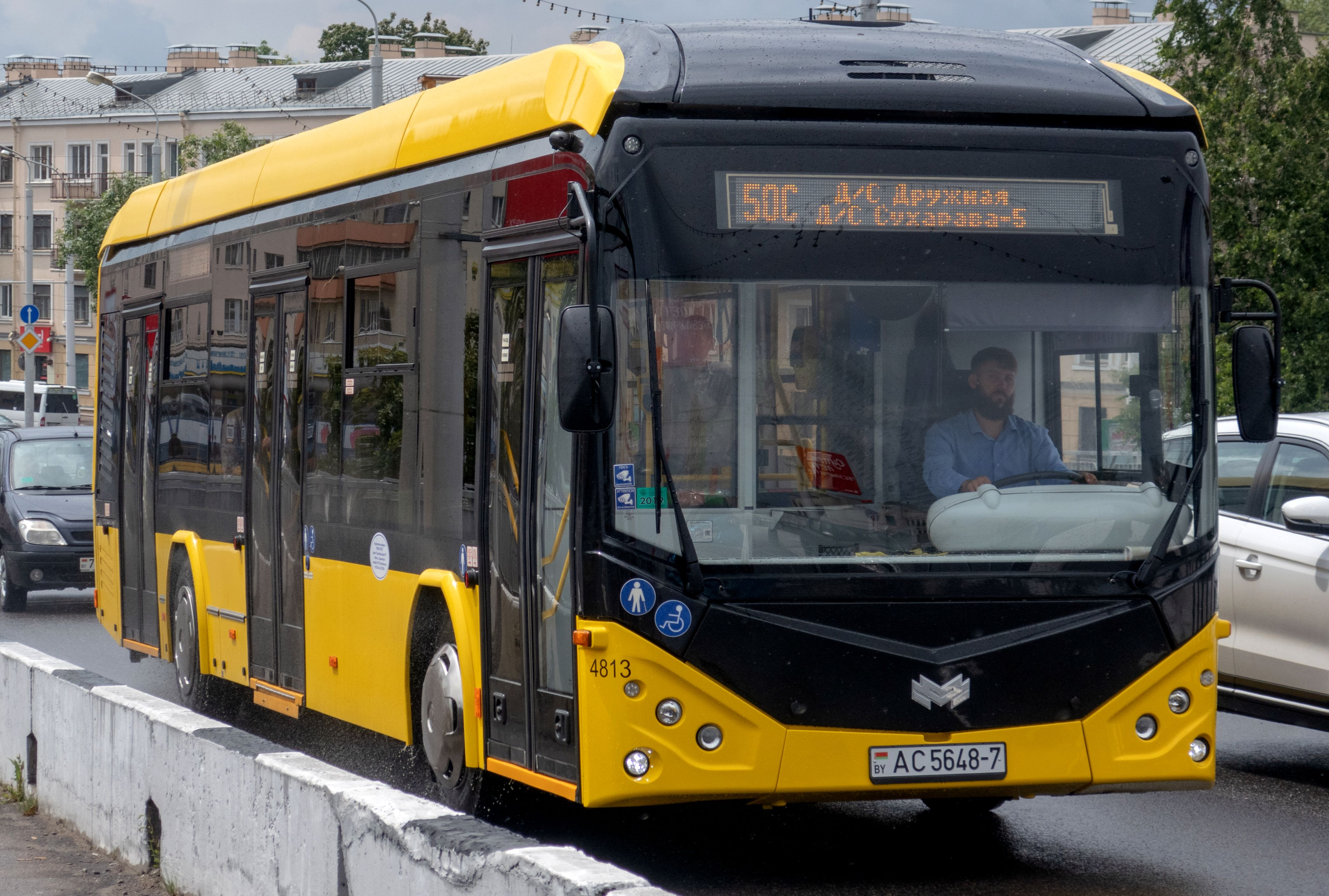
Autobus elettrico AKSM-E321 a Minsk

A partire da luglio 2020, 80 autobus elettrici dei marchi E433 ed E321 dell'impianto di Belkommunmaš sono in funzione a Minsk su 7 ex linee di autobus. Sulle linee di filobus, gli autobus elettrici possono funzionare temporaneamente per il periodo di rinnovo della strada o la costruzione della terza linea della metropolitana.
I primi autobus elettrici a Minsk sono apparsi nel 2017 sulla linea filobus No 59. Quando l'intero percorso è stato completato con autobus elettrici, è stato assegnato il No 59el. Nello stesso anno, la linea filobus No 43 è diventata l'autobus elettrico No 43el. Da dicembre 2017, autobus elettrici hanno servito la linea di filobus No 51 per qualche tempo. Il 12 febbraio 2018, l'autobus elettrico è entrato per la prima volta sulla linea di autobus. Per questo, è stata scelta la linea centrale No 1, passando lungo i viali principali di Minsk - Nezaležnosti e Pobeditelej, su cui nel 2002 e nel 2006, rispettivamente, è stata smantellata la rete di contatto del filobus, e la linea di filobus No 56 sostituito da un autobus "uno". Dal 2019, il percorso numero 1 è stato completamente trasferito su autobus elettrici. A partire da luglio 2020, le precedenti linee di autobus No 17, No 32c, No 50c, No 60 e No 103. I filobus regolari sono stati restituiti alle linee di filobus 43 e 59 nel 2019.

### Minibus itinerario (marshrutnoe taxi)

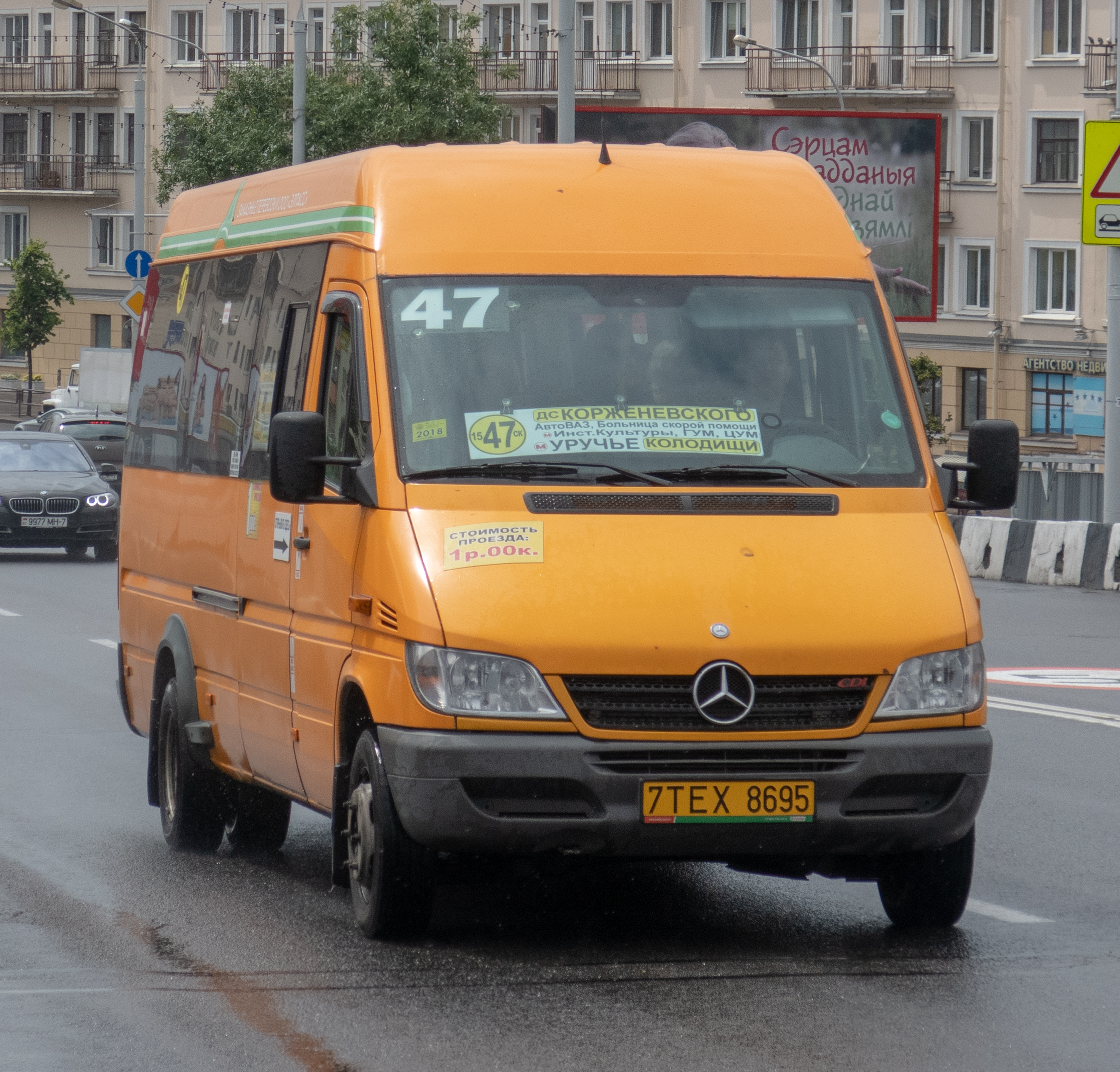
Minibus taxi Mercedes Sprinter, Il percorso numero 47 non duplica il trasporto pubblico

I minibus, come mezzo di trasporto, furono introdotti per la prima volta dal complesso di taxi a Minsk nel 1974 al fine di migliorare il trasporto di passeggeri dal centro città alle aree residenziali. I minibus domestici RAF-977DM sono stati utilizzati sulle rotte e dalla fine degli anni '70 RAF-2203.
I servizi di minibus sono forniti a Minsk dalle compagnie private. Vengono utilizzati i seguenti pulmini: Mercedes Sprinter, Volkswagen Transporter, Peugeot Boxer, Ford Transit e alcuni altri modelli di vari produttori. In totale, la flotta di minibus a Minsk conta oltre 1000 auto.
Secondo i dati della prima metà del 2008, i taxi per minibus hanno trasportato 2,3 milioni di persone a Minsk.
Il trasporto di passeggeri è effettuato da entrambi i taxi suburbani e urbani a rotta fissa (n. 1001-1097, n. 1102-1507).

### Treno urbano
Il treno urbano di Minsk è uno dei tipi di trasporto pubblico ad alta velocità a Minsk e nei distretti adiacenti della regione di Minsk. La prima linea dalla stazione Minsk-Passeggeri alla stazione Bielorussia è stata lanciata in modalità test il 1º luglio 2011 . Dal 10 settembre 2011 è stato aperto il traffico regolare sulla prima rotta. Attualmente, sulla linea "Minsk Centrale - Belarus” i treni passano 18 volte al giorno nelle direzioni avanti e indietro.
Viene aperto anche il secondo itinerario - "Minsk Centrale - Rudensk". I treni viaggiano 4 volte al giorno nelle direzioni avanti e indietro, ma senza la maggior parte delle fermate.

## Tariffe e pagamenti
Dal 26 dicembre 2019, la tariffa per il trasporto pubblico a terra è di 0,65 rubli bielorussi. Se acquistato da un conducente - 0,70 rubli bielorussi, in metropolitana - 0,70 rubli e in autobus espressi - 0,80 rubli bielorussi. 

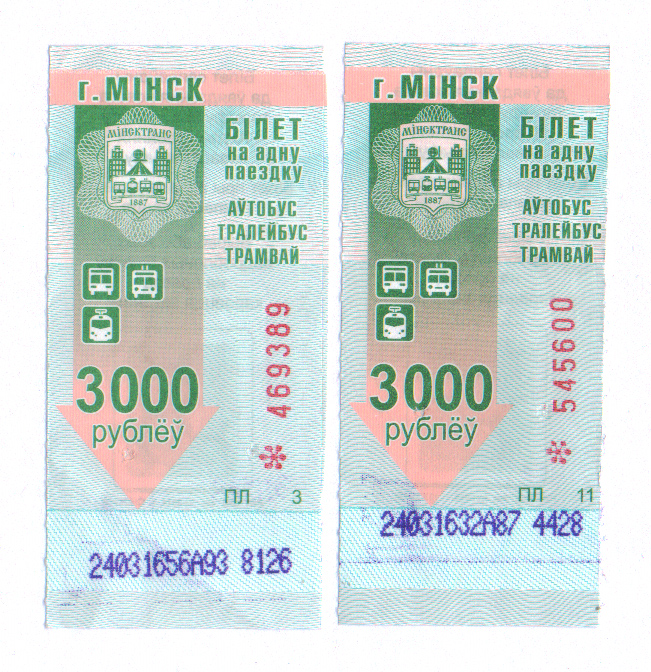
Biglietti per viaggiare con i mezzi pubblici a Minsk, 2014. Sotto puoi vedere i segni fatti da un pugno elettronico: 24031656A93 8126 (24 marzo alle 16:56, numero bus 93, numero seriale 8126) e 24031632A87 4428 (24 marzo alle 16:32, numero bus 87, numero seriale 4428)

Dal 1º febbraio 2014 nel trasporto passeggeri in città Minsk ha lanciato il sistema automatizzato di pagamento e controllo dei viaggi (ASOCP). Il sistema è stato implementato da IBA in breve tempo ed è stato lanciato da Minsktrans già nell'aprile 2014; in precedenza (da dicembre 2013 a marzo 2014) il sistema è stato testato su tram. Nel maggio 2014, il sistema ha superato con successo il test con un traffico passeggeri significativamente aumentato durante il campionato mondiale di hockey su ghiaccio.
L'IBA ha annunciato che il costo di un compositore elettronico senza software è di circa 525 dollari USA. Il rappresentante dell'azienda produttrice R&G ha confermato queste informazioni, affermando che questo valore è vicino al vero.
Il viaggio con i mezzi pubblici della città di Minsk è pagato per la maggior parte della popolazione del paese. I biglietti di viaggio (una tantum, dieci giorni e mensili) possono essere acquistati presso i chioschi che vendono prodotti per biglietti dell'impresa unitaria municipale Minsktrans. I biglietti una tantum possono essere acquistati dal conducente.
Dal 7 dicembre 2010, a Minsk, ai bambini che ricevono un'istruzione secondaria generale è stato concesso il diritto di viaggiare gratuitamente su tutti i tipi di trasporto urbano di passeggeri, ad eccezione dei taxi. Da settembre 2011, gli studenti a tempo pieno hanno anche ricevuto il diritto al viaggio gratuito. Alla fine dell'anno accademico, il viaggio gratuito per gli studenti è stato annullato e nel nuovo anno accademico non è stato ripristinato.
Nel 2010 Minsk era tra le prime dieci città con i servizi di taxi più convenienti con indicatori di $ 1,26 - $ 1,69. Da dicembre 2010, le tariffe dei taxi sono aumentate a Br1400-1500 per chilometro (due settimane dopo la pubblicazione della classificazione, secondo la quale la tariffa per tali viaggi in Bielorussia è una delle più basse). Il trasporto pubblico di Minsk con un costo di un viaggio di Br700 prenderebbe la sesta linea dall'alto ($ 0,23). All'inizio del 2014, viaggiare nella metropolitana di Minsk era uno dei più economici tra tutte le metropolitane della CSI; viaggiare a basso costo solo a Baku, Erevan, Kiev e Dnipro. 

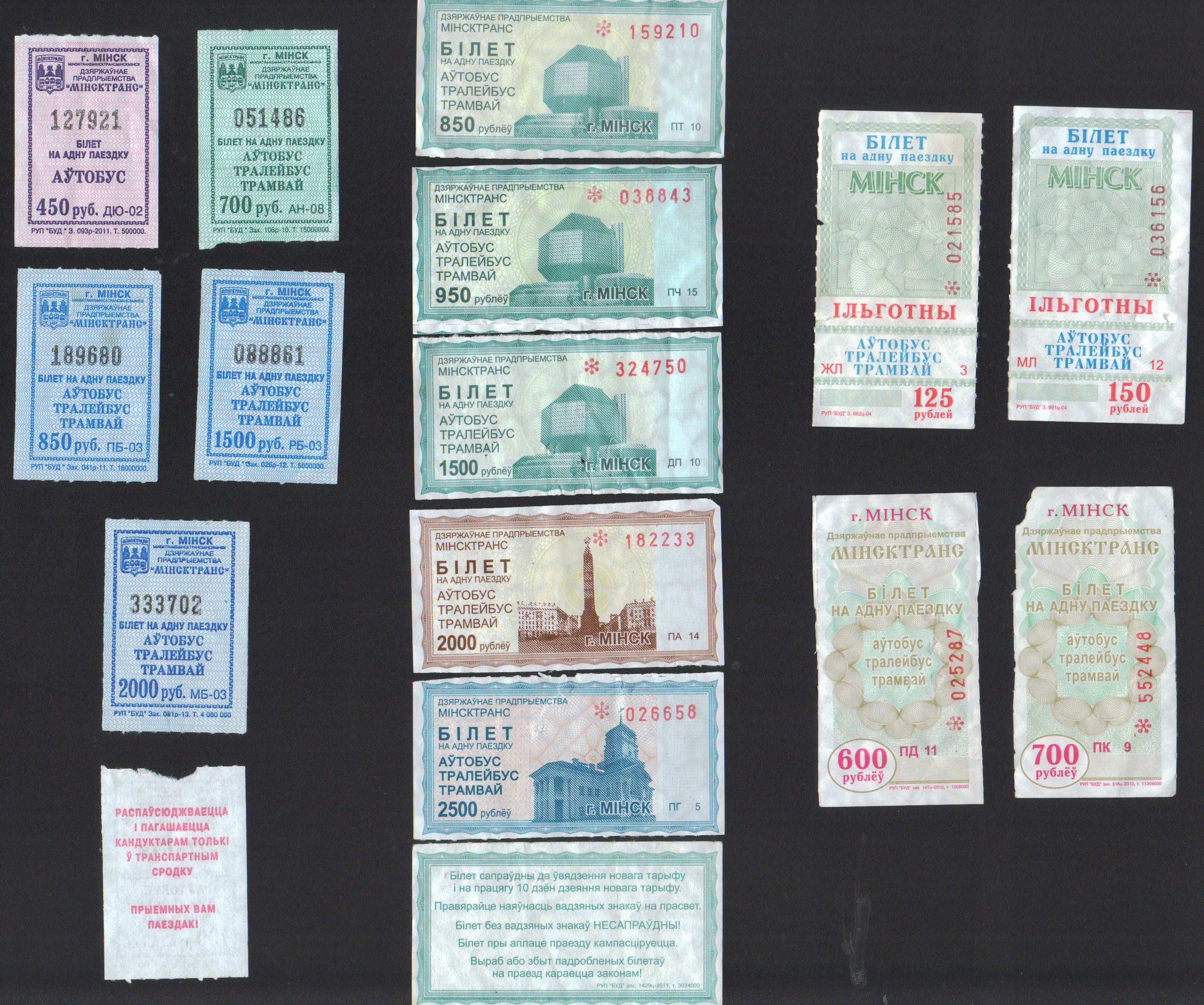
Coupon per viaggi nel trasporto pubblico a terra dal 2003 al 2013. Coupon di sinistra venduti da conduttori nel trasporto pubblico e retromarcia; al centro - coupon del nuovo modello del 2011-2013 e viceversa; a destra: buoni sconto del 2003-2004 e buoni sconto del 100% sul vecchio modello del periodo 2007-2011.

La multa per il viaggio senza biglietto è di 0,5 unità base o 75.000 rubli. Secondo i funzionari, a ottobre 2012 il costo del viaggio è aumentato dai precedenti 3000 a oltre 5000 rubli, nell'autunno del 2013 - fino a 6000 rubli, e nel dicembre 2013 è stata annunciata la cifra di 6400 rubli.
A settembre 2017, la metropolitana ha iniziato ad accettare carte Visa contactWave senza contatto da qualsiasi banca per pagare il viaggio e, a dicembre, utilizzando carte contactless del sistema di pagamento internazionale Mastercard. A febbraio 2018, il numero di tornelli che accettano prodotti bancari senza contatto per pagare i viaggi è aumentato in diverse stazioni della metropolitana di Minsk: Lenin, Kamennaja Horka e Jakub Kolas. Dal 12 giugno 2018, il pagamento per i viaggi con una carta bancaria senza contatto è stato ottenuto in tutte le stazioni della metropolitana di Minsk. Il 20 settembre 2018 si è tenuto il Visa Forum di transito di Minsk, nell'ambito del quale sono state discusse le innovazioni nel settore dei trasporti e le prospettive per la loro attuazione in Bielorussia. Uno dei messaggi importanti del Forum era che il progetto pilota di pagamento per i viaggi con carta di credito nel trasporto di Minsk dovrebbe essere implementato a novembre e entro giugno 2019, all'inizio dei II Giochi europei, sarà ridimensionato per coprire l'intero trasporto terrestre della capitale. Dall'11 gennaio 2019, i pagamenti con la carta Belkart-Maestro sono stati guadagnati in metropolitana.

Nel maggio 2019, sulla linea di tram n. 6 più popolare e più lunga, è stata introdotta la possibilità di pagare per viaggiare con carta di credito (VISA, Mastercard, BELKART) e un dispositivo mobile con supporto della tecnologia NFC tramite validatrici. A novembre 2019, i risultati dell'esperimento sono stati riconosciuti come positivi ed è stato deciso di introdurre la possibilità di pagare per viaggiare con carte contactless Visa, Mastercard, Belcard-Maestro e dispositivi con supporto della tecnologia NFC su tutti i trasporti pubblici cittadini (presumibilmente nel 2020). Tuttavia, in seguito Minsktrans dichiarò che l'esperimento non soddisfaceva le aspettative, perché a causa del ritardo nell'addebito dei pagamenti, "il numero di passeggeri che utilizzava il servizio non era d'accordo" e decise di risolvere l'accordo con la banca di servizio. BPS-Sberbank, a sua volta, ha reagito duramente alla dichiarazione di "Minsktrans" e ha confermato la sua disponibilità a ridimensionare i pagamenti senza contatto per tutti i trasporti terrestri senza la necessità di ulteriori investimenti finanziari. 

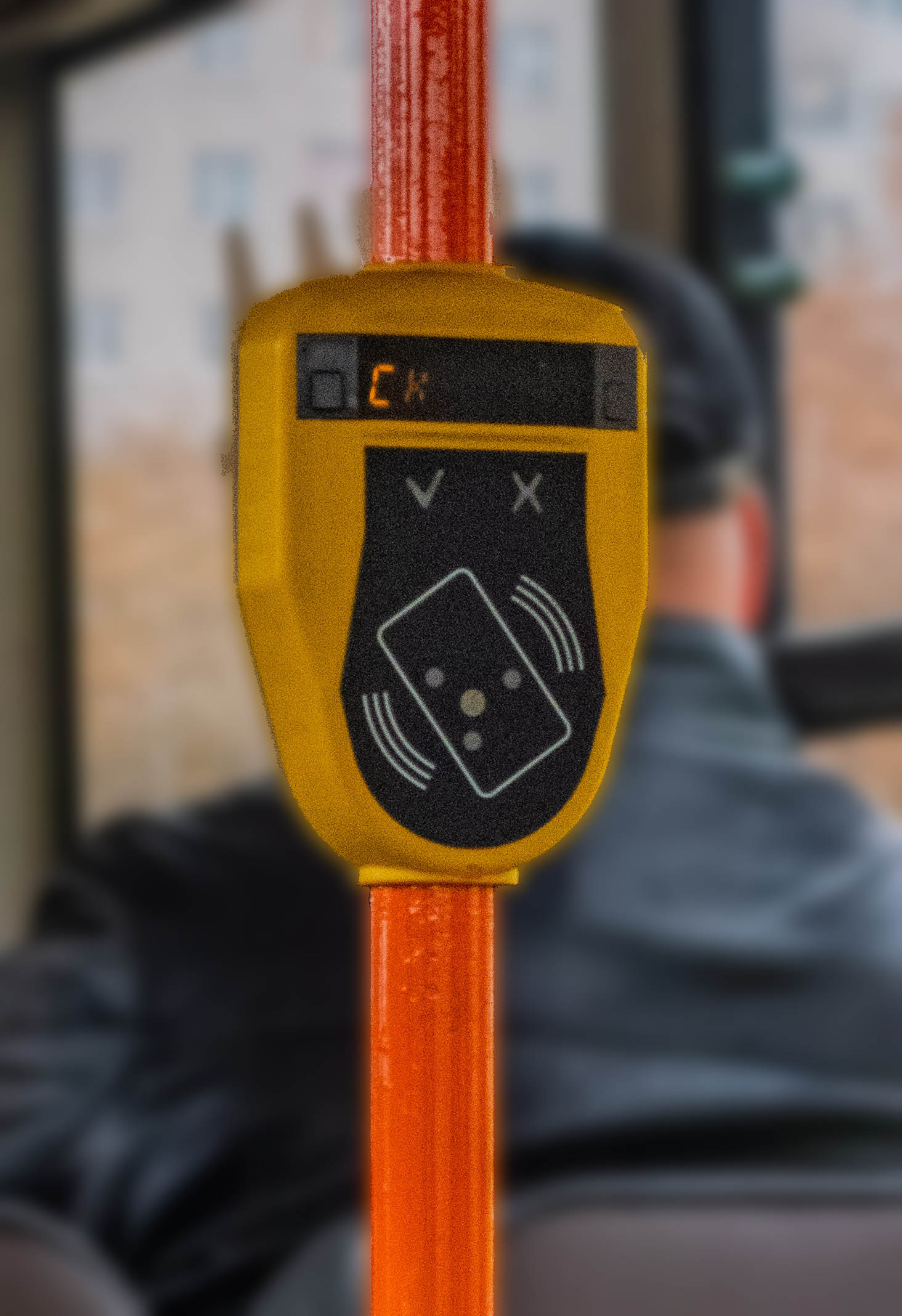
Terminale per il pagamento di un biglietto (in futuro, anche con carte bancarie senza contatto e dispositivi NFC)
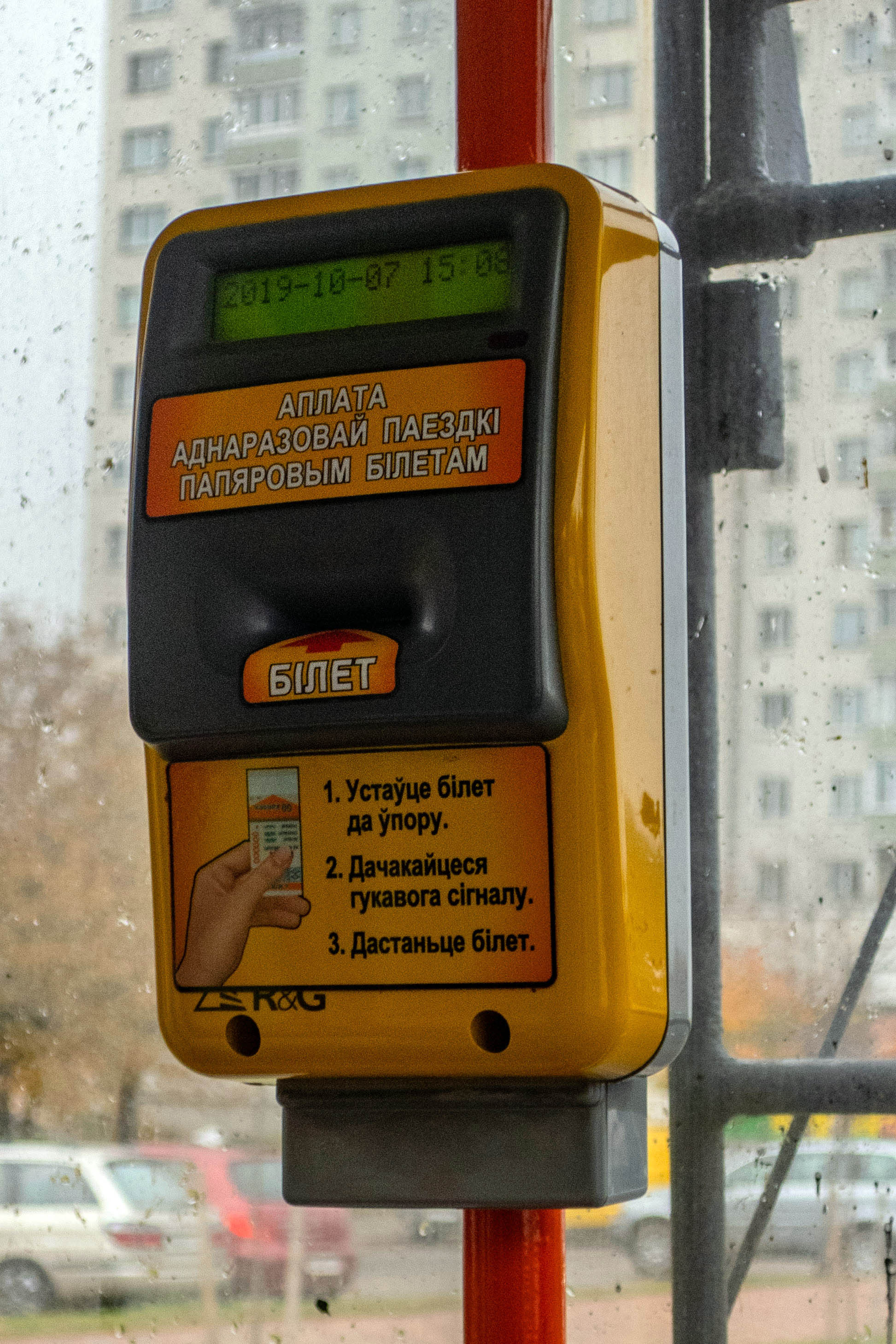
Composter elettronico per pagamento con voucher una tantum

## Taxi
In precedenza, a Minsk c'era un solo servizio statale di taxi, chiamato dal numero di telefono 061. Quindi è apparsa una ricca selezione di servizi specializzati, tra cui le auto VIP (per i clienti più costosi).
Da dicembre 2015 fino all'estate 2016, "Lady Taxi" ha operato a Minsk, dove solo le donne erano i conducenti.
A settembre 2016, un nuovo servizio di taxi "Bavaria" è apparso a Minsk, la sua caratteristica distintiva è l'uso di sole auto BMW per il trasporto di clienti.
A dicembre 2017, una chiamata di taxi a Minsk potrebbe essere effettuata utilizzando i seguenti numeri brevi: 107, 135, 152, 156, 157, 7500, 7788.

## Trasporto interurbano

### Trasporto stradale
Stazioni e terminali degli autobus.
- Terminale bus Centrale. Si trova vicino alla Stazione Centrale ferroviario di Minsk. Opera tutte le linee internazionali per Mosca, San Pietroburgo, Varsavia, Vilnius, Riga, Kiev, Praga ecc. Dalla stazione degli autobus Centrale partono anche i shuttle per l'aeroporto Nazionale di Minsk.
- La stazione degli autobus Vostočnyj è stata aperta nel 1983, chiusa ai passeggeri il 1º giugno 2016[29]. Riaperta di nuovo nel 2020.

Nel 1999 è a Minsk stato costruito il Terminale bus Moskovskij che è stato chiuso il 1 aprile 2014 per il motivo della costruzione di un ufficio e di un complesso multifunzionale della filiale bielorussa di Gazprom al suo posto.

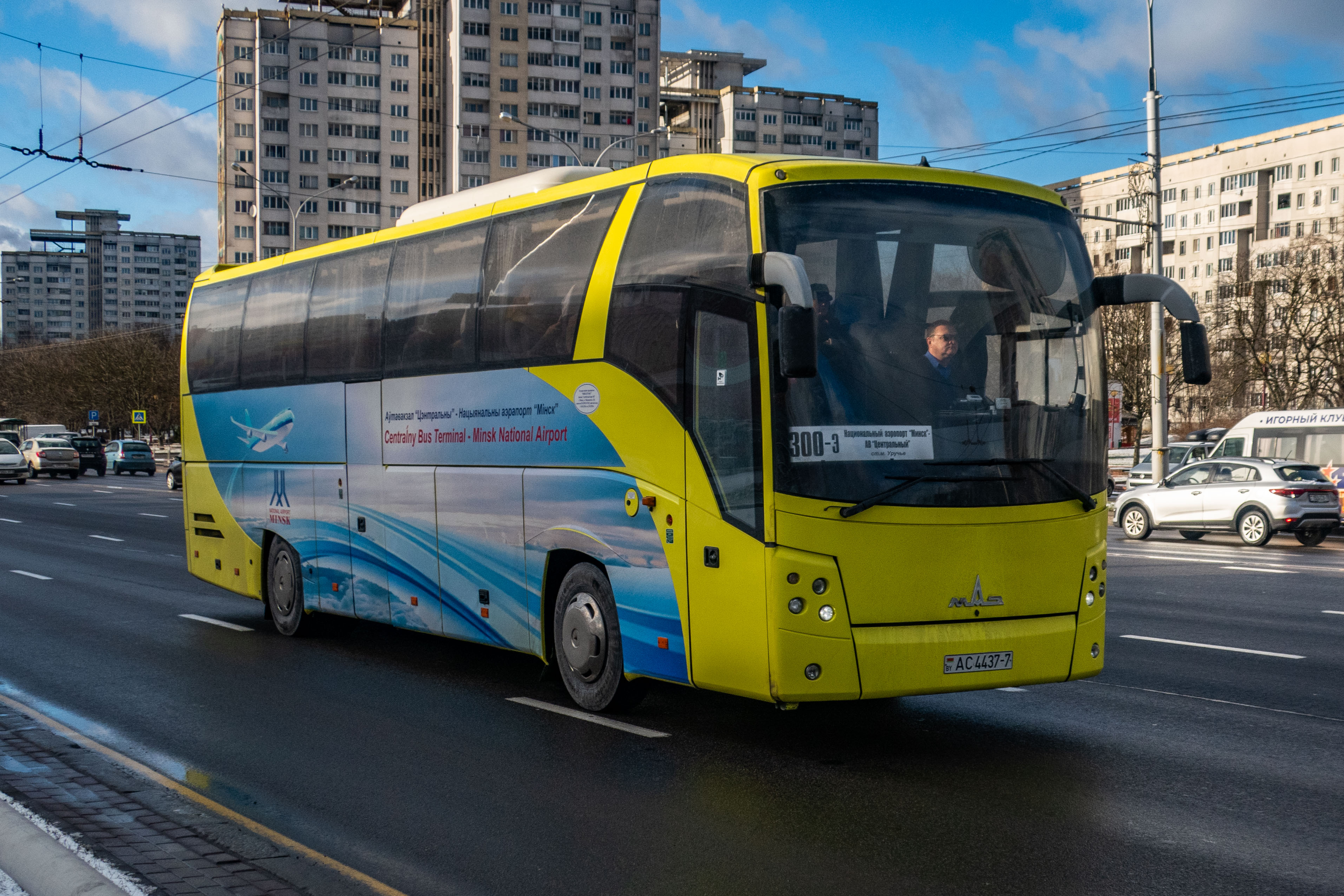
Shuttle per l`aeroporto di Minsk (linea No 300)

### Trasporto aereo
L'aeroporto nazionale di Minsk (Minsk-2) si trova 42 chilometri a est di Minsk; serve principalmente voli internazionali delle compagnie bielorusse Belavia, TransAviaExport, RubyStar e compagnie straniere Austrian Airlines, LOT (Polonia), Lufthansa (Germania), " El Al " (Israele), ecc.
All'interno della città, a 10 minuti di auto dal centro si trovava l'aeroporto Minsk-1, che è stato chiuso al traffico passeggeri dal 2012 e demolito nel 2019.

### Trasporto ferroviario
A Minsk c'è la stazione ferroviaria centrale che serve tutti i treni a lunga percorrenza e circa la metà di quelli extraurbani. Numerosi treni elettrici suburbani partono dai punti di fermata "Istituto della cultura" (Art. m. "Institute of Culture"), "Minsk-Vostočnyj" (Art. m. "Proletarskaja") e "Minsk-Severnyj" (Art. m. "Gioventù").

## Stazioni e terminali
- Stazioni degli autobus e stazioni degli autobus: 
  - Stazione degli autobus Centrale;
  - Stazione degli autobus Vostočnyj (chiusa ai passeggeri il 1 ° giugno 2016, riaperta nel marzo 2020);
  - Stazione degli autobus Moskovskij (chiusa il 1 aprile 2014, demolita);
  - Stazione degli autobus di Avtozavodskaja;
  - Stazione degli autobus Jugo-Zapadnaja.

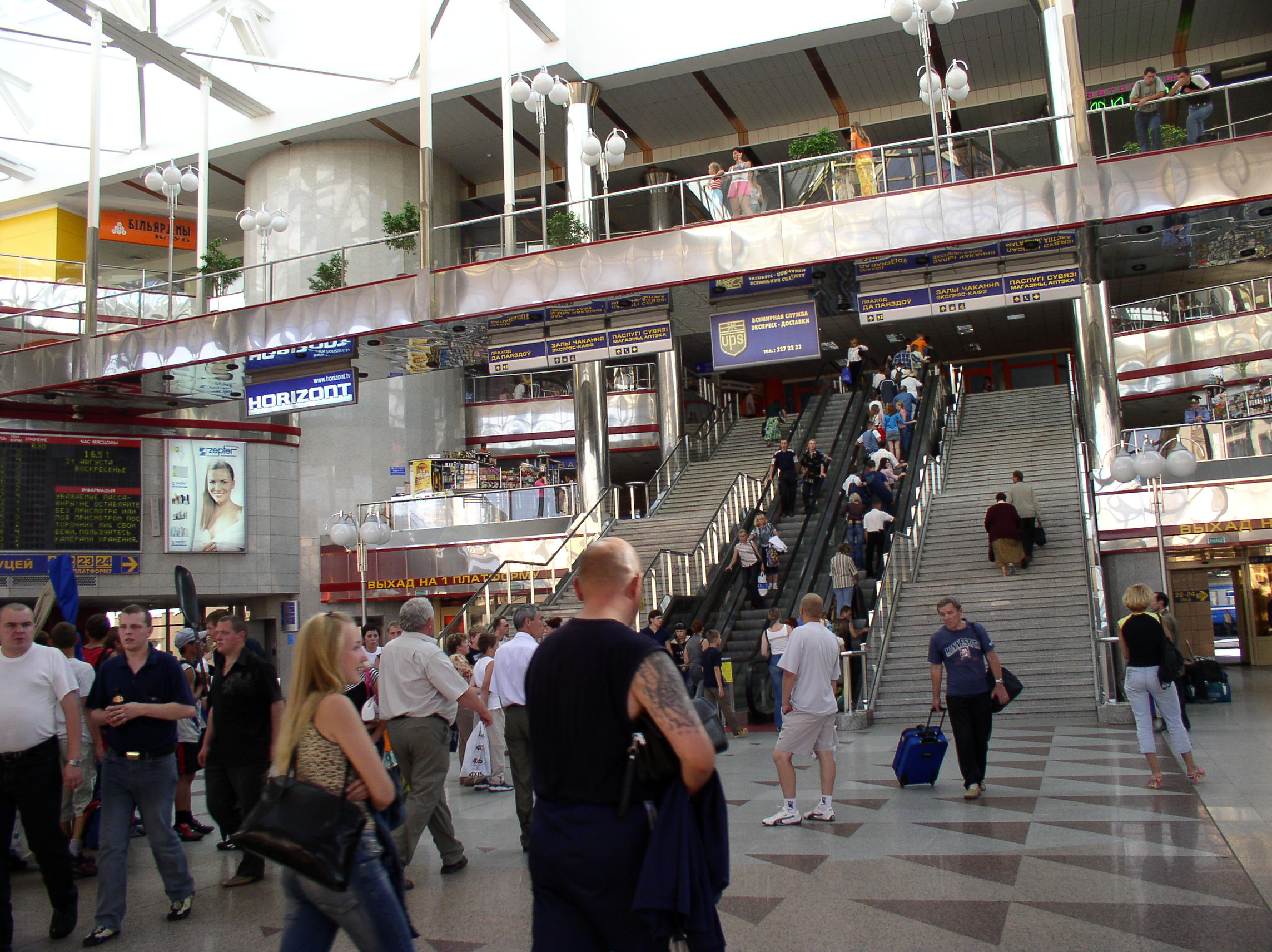
Interno della stazione Centrale di Minsk

- Stazioni ferroviarie, stazioni e piattaforme: 
  - Stazione ferroviaria Minsk Centrale;
  - Minsk-Vostočnyj;
  - Minsk-Severnij;
  - Minsk-Južnyj;
  - Minsk-Ordinamento;
  - Institut kul'tury;
  - Masjukovščina;
  - Lebjažy;
  - Haj;
  - Kurasovščina;
  - Radiatornaja (chiusa il 5 novembre 2011).
- Aeroporti: 
  - Aeroporto nazionale di Minsk

## Ferrovia per bambini
La ferrovia per bambini fu aperta a Minsk il 9 luglio 1955. La lunghezza del percorso è di 4,5 km, ci sono 3 stazioni sul percorso: Zaslonovo, Pionerskaja, Sosnovyj Bor. La ferrovia è aperta dal 1º maggio e fino all'ultima domenica di settembre.